# باتريشيا دارسي جونز
باتريشيا دارسي جونز (بالإنجليزية: Patricia Darcy Jones)‏ هي ممثلة أمريكية، ولدت في 2 أبريل 1953 في أورانج ‏ في الولايات المتحدة، وتوفيت في 16 يونيو 2007 في هوباتكونغ في الولايات المتحدة.

## وصلات خارجية
- باتريشيا دارسي جونز على موقع ميوزك برينز (الإنجليزية)